# 360p

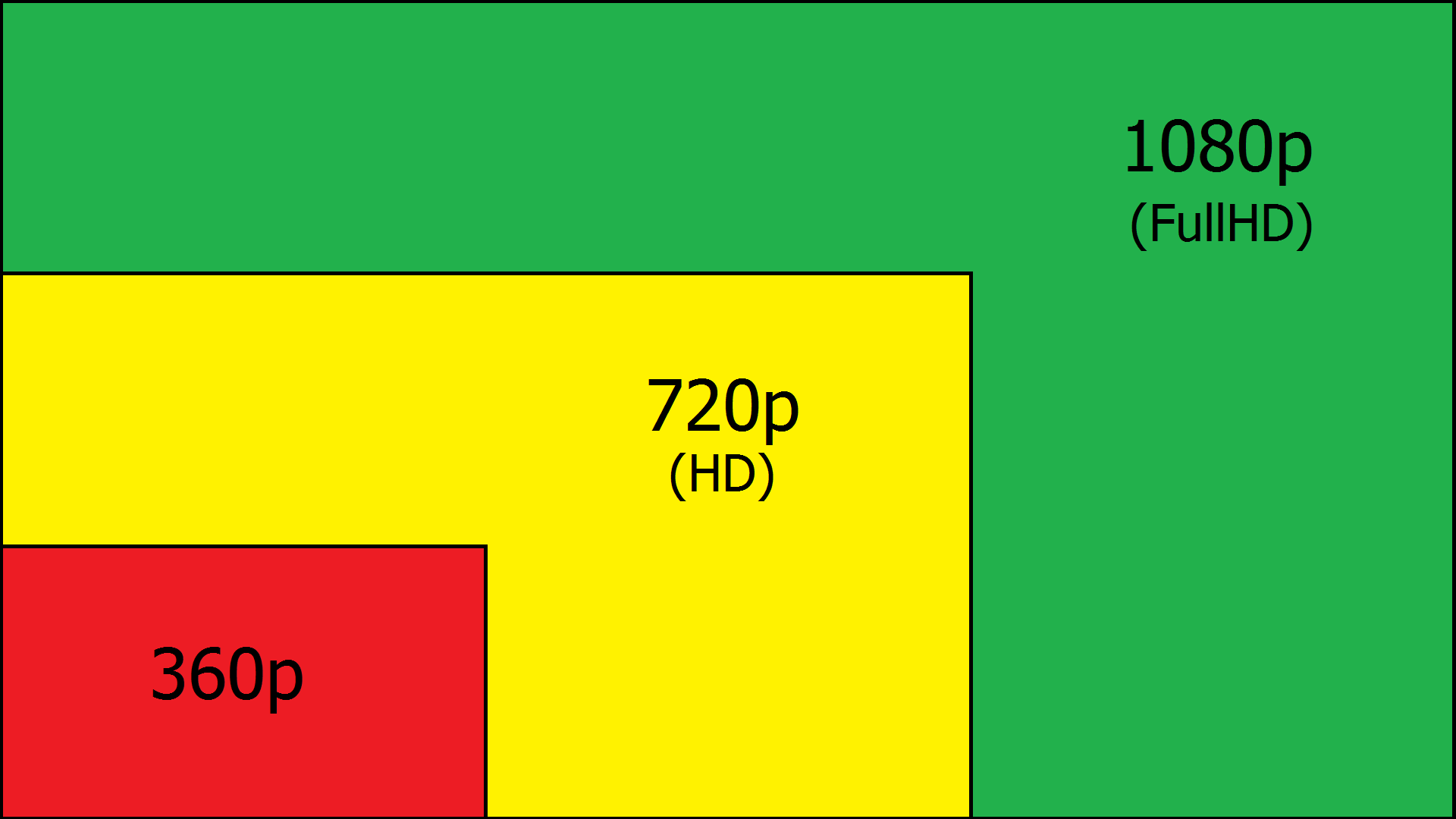
Porovnání obrazu 360p s 720p a 1080p

360p je rozlišení videa. V dnešní době se jedná o jedno z horších rozlišení. Obvykle se užívá ve formátu 16 : 9, takže počet pixelů je 640 × 360 čili 230400 (≈0,2 MPix). Obraz má čtyřikrát menší počet pixelů (kvalitu), než je kvalita obrazu 720p (tzv. HD), a tím pádem i devětkrát menší kvalitu, než je kvalita obrazu 1080p (tzv. FullHD).
Číslo 720 označuje počet pixelů na výšku (čili počet řádků v obrazu). Když víme, že obraz je ve formátu 16 : 9 (šířka je delší než výška), můžeme vypočítat i šířku obrazu ze vztahu Šířka = 16/9 × Výška, v tomto případě se tedy šířka obrazu 720p rovná 16/9 × 720 = 1280 pixelů.

Progresivní (vlevo) a prokládané (vpravo) řádkování

Dále písmeno p za číslem 720 označuje neprokládané (progresivní) řádkování.